# Tyreke Evans
Tyreke Jamir Evans (Chester, 19 settembre 1989) è un cestista statunitense.

## Caratteristiche tecniche
Guardia potente e versatile, può disimpegnarsi anche nel ruolo di playmaker. Già nella sua prima stagione NBA è considerato uno dei cestisti più completi della lega, buon penetratore, fa valere la superiorità fisica rispetto ai pari ruolo, possiede un palleggio arresto tiro molto buono ed è considerato già oggi un buon giocatore di post basso in quanto dotato di ottimi fondamentali. Notevole è il suo controllo di palla e in particolare le sue proprietà di palleggio, con virate, cambi di mano e cambi di direzione che spesso hanno sorpreso i difensori più abili. È molto dotato a crearsi il gioco in isolamento, che molto spesso si concludono con una penetrazione, più di rado, anche se in progressivo aumento, con un tiro da fuori..
Molti esperti ritengono che, affinché Evans faccia il salto decisivo tra le super-star della NBA, debba migliorare il suo tiro in sospensione e migliorare di conseguenza le sue percentuali da fuori, che nel primo anno si sono limitate a poco più del 25% da tre punti.

## Carriera

### High school
Evans crebbe nella sua città natale, Chester, in Pennsylvania, dove venne cresciuto per lo più dai suoi fratelli maggiori. Frequentò la American Christian Academy, e già al secondo anno era una star della squadra di pallacanestro della scuola nel ruolo di ala piccola, tanto che veniva paragonato a Tracy McGrady. Nel suo quarto e ultimo anno ebbe una media di 32,1 punti a partita e partecipò al McDonald's All-American Game, e in questa manifestazione venne eletto MVP dopo una prova da 21 punti, 11 rimbalzi, e 4 assist, trascinando la squadra Est alla vittoria contro l'Ovest per 107-102. In questo suo ultimo anno venne anche scelto come "Keeper" (custode) dello SLAM Magazine Diary.

### College
Dopo aver valutato le proposte della Villanova University e dell'Università del Texas, Tyreke Evans decise di frequentare l'Università di Memphis. Qui l'allenatore della squadra di pallacanestro decise di non farlo giocare più come ala piccola, bensì come guardia. Ciò continuò sotto Coach John Calipari, che lo mise in quintetto titolare dall'undicesima partita, contro l'Università di Cincinnati. Questa sua prestazione fu eccellente, caratterizzata da una doppia doppia che era vicina ad una tripla doppia, 14 punti, 11 rimbalzi, 8 assist. Coach Calipari, notando le sue doti, decise di applicarlo come playmaker. Evans venne nominato per ben 8 volte Rookie della settimana nella Conference USA.
Prese parte al 2009 U.S. Basketball Writers of America, torneo in onore di Oscar Robertson, e fu l'unica matricola ad avere questa possibilità.
Il 31 marzo 2009 si rese eleggibile per il Draft NBA 2009.

### NBA (2009-2019)

#### Sacramento Kings (2009-2013)

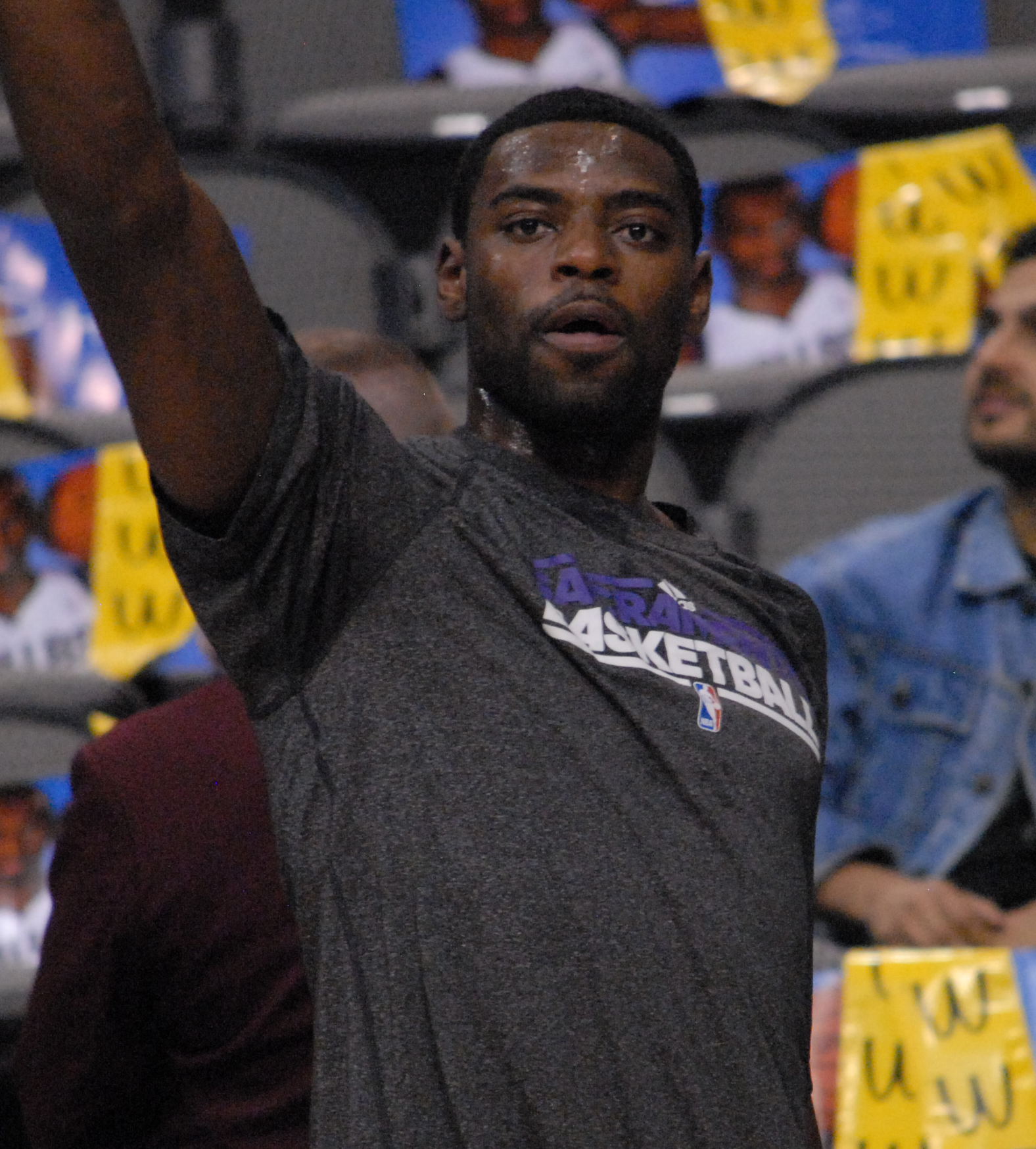
Evans con l'uniforme dei Sacramento Kings

Il 25 giugno 2009 venne selezionato dai Sacramento Kings come 4ª scelta assoluta al Draft che vide Blake Griffin come prima selezione assoluta.
Evans divenne presto un punto di riferimento per i Kings, che da diverse stagioni non riuscivano a qualificarsi per i play-off e avevano sempre record bassi di vittorie. Il suo minutaggio fu sempre molto alto, già nel primo mese, novembre, aveva già 36,1 minuti a partita. Questo stesso mese fu molto positivo per il giovane dalla Pennsylvania, che venne nominato Rookie del Mese per il suo importante contributo nella squadra californiana e per le sue elevate medie, che erano di 18,8 punti, 5,7 rimbalzi, 4,8 assist, 1,3 palle recuperate.
Molto positiva fu poi la sua prestazione contro i Chicago Bulls il 21 dicembre 2009, in una partita messasi malissimo per la sua squadra indietro anche di 35 punti. Evans guidò la rimonta della franchigia di Sacramento fino ad una clamorosa vittoria 102-98, e il ventenne Tyreke segnò 9 degli ultimi 11 punti della sua squadra. Questa partita ed altre di livello gli valsero il Rookie of the Month per il secondo mese consecutivo. Convocato per la sfida Rookie vs. Sophomore nell'All-Star Weekend, venne nominato MVP del match dopo aver realizzato 26 punti con 6 rimbalzi, 5 assist e 5 palle rubate.
Il suo career high risale al 18 gennaio 2010 (34 punti) contro gli Charlotte Bobcats, la sua prima tripla doppia invece all'11 marzo 2010, contro i Toronto Raptors (19 punti, 10 rimbalzi, 10 assist).
Nella sua prima stagione NBA viaggiò complessivamente a 20,1 punti, 5,3 rimbalzi e 5,8 assist di media, statistiche molto simili a quelle fatte registrare da LeBron James nel suo primo anno. Tyreke Evans, infatti, è stato uno dei soli 5 giocatori della storia della Lega capaci di mantenere almeno 20 punti, 5 rimbalzi e 5 assist nel loro anno da rookie; gli altri sono Michael Jordan, Oscar Robertson, Luka Doncic e appunto LeBron James. La naturale conseguenza alla sua grande stagione da rookie è l'assegnazione da parte della lega del premio per il miglior esordiente della stagione.
Il secondo anno a Sacramento inizia il 29 ottobre 2010, alla seconda giornata di campionato, in seguito ad una squalifica per guida pericolosa: i Kings perdono, ed Evans realizza 18 punti con 7 assist e 4 rimbalzi. Dopo diverse buone partite sue e della sua squadra, inizia il declino di Sacramento, che subisce alcune lunghe strisce di sconfitte. Anche Evans, sofferente per diversi acciacchi alle caviglie e per la fascite plantare, gioca male ed è messo a riposo. Ritornato dopo breve, prosegue in ulteriori partite dal rendimento basso, fino a confezionare 32 punti contro i Los Angeles Clippers nella sconfitta per 100-99 il 27 dicembre 2010, e ad essere il protagonista indiscusso nella partita successiva contro i Memphis Grizzlies due giorni dopo. A 20 secondi dal termine della gara, con i Kings erano indietro 96-95 e possesso degli avversari, Tyreke strappa il pallone dalle mani di O.J. Mayo, corre in contropiede e conclude con una schiacciata. A 3 secondi dal termine lo stesso Mayo riporta in vantaggio i Grizzlies con un difficile tiro in sospensione da 7 metri. Con l'ARCO Arena ormai rassegnata alla 17 sconfitta in 18 partite e solo 1,5 secondi al cronometro, Evans riceve palla dalla rimessa e scaglia una parabola da ben oltre la metà campo, segnando: i Kings vincono così 100-98. La seconda parte dell'anno è ancora difficile per Evans: si ferma per 19 partite consecutive, ancora per la fascite plantare, saltando il Rookie Game, in cui era stato convocato ed avrebbe giocato come Sophomore. Riprende a giocare a poche partite dalla fine della stagione, quando i Kings registrano una delle fasi migliori dell'annata vincendo un buon numero di partite, comunque inutili per la causa play-off. Tyreke chiude con cifre statistiche inferiori all'anno precedente: 17,8 punti, 5,6 assist, 4,8 rimbalzi in 37 minuti di media, per un totale di sole 57 gare giocate.

#### New Orleans Pelicans (2013-2017)

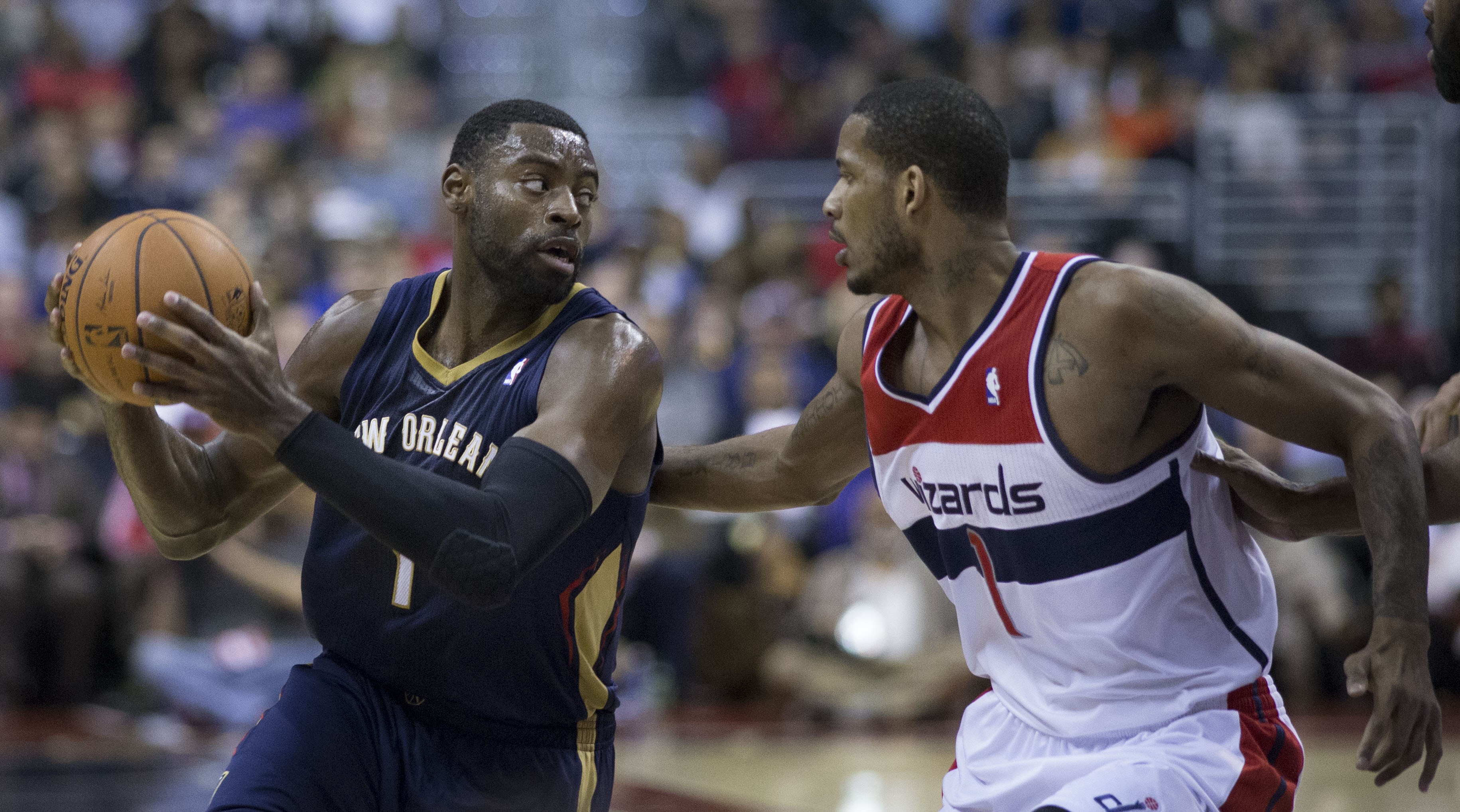
Evans (sinistra) contro Trevor Ariza (destra), all'epoca degli Washington Wizards

Il 10 luglio 2013, Evans viene acquistato dai New Orleans Pelicans in una trade che ha coinvolto tre squadre. L'accordo mandò Robin Lopez ai Portland Trail Blazers e Greivis Vásquez ai Kings.
Il 30 dicembre 2013, Evans ha segnato un tiro vincente con 1,2 secondi rimasti sul cronometro in una partita contro i Trail Blazers. Il 14 aprile 2014, ha segnato 41 punti (career-high) nella vittoria per 101-89 contro gli Oklahoma City Thunder.
Il 3 aprile 2015, Evans ha sfiorato la tripla doppia con 19 punti, 12 rimbalzi e 9 assist nella vittoria 101-95 contro la sua ex squadra, i Sacramento Kings.
Il 1º dicembre 2015, Evans ha giocato la sua prima partita della stagione 2015-16 dopo aver perso le prime 17 partite a causa del recupero di un intervento chirurgico al ginocchio destro. In 31 minuti da titolare, ha registrato 20 punti e 10 assist in perdita ai Memphis Grizzlies. L'11 dicembre 2015, ha segnato 27 punti, realizzando cinque tiri da tre punti, (career-high) nella vittoria 105-103 contro i Washington Wizards. L'11 febbraio 2016 ha subito un altro intervento chirurgico al ginocchio destro ed è stato costretto a saltare il resto della stagione.
Il 15 dicembre 2016, Evans ritorna in campo e realizza una prestazione da 7 punti, 3 rimbalzi e 2 assist in 11 minuti i gioco, vincendo 102-95 sugli Indiana Pacers. Il 12 gennaio 2017, segna 29 punti nella vittoria 104-95 sui Brooklyn Nets.

#### Il ritorno a Sacramento (2017)
Il 20 febbraio 2017 viene ceduto, assieme a Langston Galloway, Buddy Hield, una scelta al primo giro e una scelta al secondo giro del draft 2017 ai Sacramento Kings, in cambio di Omri Casspi e DeMarcus Cousins. Nella sua prima partita Evans segna 15 punti uscendo dalla panchina nella vittoria per 116-100 contro i Denver Nuggets. L'8 marzo 2017, realizza un season-high di 26 punti nella sconfitta per 114-104 contro i San Antonio Spurs.

#### Memphis Grizzlies (2017-2018)
Il 10 luglio 2017, firma un accordo annuale con i Memphis Grizzlies. Il 1 novembre 2017, ha guidato i Grizzlies con 32 punti in una sconfitta 101-99 contro gli Orlando Magic. È la prima prestazione di 30 punti da dicembre 2014. Evans gioca da playmaker titolare da metà stagione in poi, sostituendo l'infortunato Mike Conley. Il 27 dicembre 2017 realizza 32 punti, 7 rimbalzi e 7 assist nella vittoria di 109-99 sui Los Angeles Lakers. I Grizzlies, per scongiurare qualsiasi tipo ti infortunio prima della trade deadline, non hanno fatto giocare Evans da fine gennaio a inizio febbraio, dopo essere stato al centro di numerosi rumor su una possibile trade. Nella sua prima partita di ritorno, l'11 febbraio ha registrato 12 punti e 5 rimbalzi in una sconfitta 110-92 contro gli Oklahoma City Thunder. Il 23 febbraio ha registrato 15 punti e 10 assist in una sconfitta 112-89 contro Cleveland Cavaliers . Evans segnò 3 su 7 dall'arco, giocando la sua 28ª partita consecutiva con almeno una tripla, battendo il record di franchigia di 27 partite, precedentemente detenuto da Mike Miller. Il 15 marzo contro i Chicago Bulls, torna in quintetto dopo un'assenza di 10 partite per un infortunio alla costola.
La sua stagione è stata positiva dopo gli anni difficili causa infortuni.

#### Indiana Pacers (2018-2019)
Il 3 luglio 2018 firma con gli Indiana Pacers un contratto annuale da 12 milioni di dollari. Nel maggio 2019, riceve una squalifica di 2 anni dalla NBA per aver violato il programma anti-droga della federazione.

## Statistiche

### NCAA
| Anno      | Squadra        | PG | PT | MP   | TC%  | 3P%  | TL%  | RP  | AP  | PRP | SP  | PP   |
| --------- | -------------- | -- | -- | ---- | ---- | ---- | ---- | --- | --- | --- | --- | ---- |
| 2008-2009 | Memphis Tigers | 37 | 34 | 29,0 | 45,5 | 27,4 | 71,1 | 5,4 | 3,9 | 2,1 | 0,8 | 17,1 |
| Carriera  | Carriera       | 37 | 34 | 29,0 | 45,5 | 27,4 | 71,1 | 5,4 | 3,9 | 2,1 | 0,8 | 17,1 |

#### Massimi in carriera
- Massimo di punti: 33 vs Missouri (26 marzo 2009)[19]
- Massimo di rimbalzi: 10 (2 volte)
- Massimo di assist: 8 vs Cincinnati (29 dicembre 2008)
- Massimo di palle rubate: 7 vs Northeastern (31 dicembre 2008)
- Massimo di stoppate: 3 (3 volte)
- Massimo di minuti giocati: 39 vs Missouri (26 marzo 2009)

### NBA

#### Regular Season
| Anno      | Squadra           | PG  | PT  | MP   | TC%  | 3P%  | TL%  | RP  | AP  | PRP | SP  | PP   |
| --------- | ----------------- | --- | --- | ---- | ---- | ---- | ---- | --- | --- | --- | --- | ---- |
| 2009-2010 | Sacramento Kings  | 72  | 72  | 37,2 | 45,8 | 25,5 | 74,8 | 5,3 | 5,8 | 1,5 | 0,4 | 20,1 |
| 2010-2011 | Sacramento Kings  | 57  | 53  | 37,0 | 40,9 | 29,1 | 77,1 | 4,8 | 5,6 | 1,5 | 0,5 | 17,8 |
| 2011-2012 | Sacramento Kings  | 63  | 61  | 34,3 | 45,3 | 20,2 | 77,9 | 4,6 | 4,5 | 1,3 | 0,5 | 16,5 |
| 2012-2013 | Sacramento Kings  | 65  | 61  | 31,0 | 47,8 | 33,8 | 77,5 | 4,4 | 3,5 | 1,4 | 0,4 | 15,2 |
| 2013-2014 | N.O. Pelicans     | 72  | 22  | 28,2 | 43,6 | 22,1 | 77,1 | 4,7 | 5,0 | 1,2 | 0,3 | 14,5 |
| 2014-2015 | N.O. Pelicans     | 79  | 76  | 34,1 | 44,7 | 30,4 | 69,4 | 5,3 | 6,6 | 1,3 | 0,5 | 16,6 |
| 2015-2016 | N.O. Pelicans     | 25  | 25  | 30,6 | 43,3 | 38,8 | 79,6 | 5,2 | 6,6 | 1,3 | 0,3 | 15,2 |
| 2016-2017 | N.O. Pelicans     | 26  | 0   | 18,2 | 40,1 | 30,1 | 77,6 | 3,3 | 3,5 | 0,9 | 0,2 | 9,5  |
| 2016-2017 | Sacramento Kings  | 14  | 6   | 22,4 | 41,3 | 40,8 | 70,6 | 3,6 | 2,4 | 0,9 | 0,4 | 11,6 |
| 2017-2018 | Memphis Grizzlies | 52  | 32  | 30,9 | 45,2 | 38,1 | 78,5 | 5,2 | 5,2 | 1,1 | 0,3 | 19,4 |
| 2018-2019 | Indiana Pacers    | 69  | 18  | 20,3 | 38,9 | 35,6 | 71,9 | 2,9 | 2,4 | 0,8 | 0,3 | 10,2 |
| Carriera  | Carriera          | 594 | 426 | 30,7 | 44,0 | 32,3 | 75,7 | 4,6 | 4,8 | 1,2 | 0,4 | 15,7 |

#### Play-off
| Anno     | Squadra        | PG | PT | MP   | TC%  | 3P%  | TL%  | RP  | AP  | PRP | SP  | PP   |
| -------- | -------------- | -- | -- | ---- | ---- | ---- | ---- | --- | --- | --- | --- | ---- |
| 2015     | N.O. Pelicans  | 4  | 4  | 31,3 | 32,6 | 18,2 | 58,8 | 5,0 | 5,0 | 1,3 | 0,3 | 10,0 |
| 2019     | Indiana Pacers | 4  | 0  | 21,0 | 43,8 | 55,0 | 57,1 | 4,3 | 0,8 | 0,5 | 0,3 | 15,3 |
| Carriera | Carriera       | 8  | 4  | 26,1 | 38,5 | 41,9 | 58,1 | 4,6 | 2,9 | 0,9 | 0,3 | 12,6 |

#### Massimi in carriera
- Massimo di punti: 41 vs Oklahoma City Thunder (14 aprile 2014)[20]
- Massimo di rimbalzi: 13 (2 volte)
- Massimo di assist: 16 vs Oklahoma City Thunder (6 febbraio 2015)
- Massimo di palle rubate: 6 vs Houston Rockets (26 marzo 2012)
- Massimo di stoppate: 3 (8 volte)
- Massimo di minuti giocati: 48 vs Golden State Warriors (21 gennaio 2011)

## Problemi giudiziari
Il 31 maggio 2010 è stato fermato e arrestato mentre era a bordo della sua Mercedes S65 AMG dalla polizia per superamento dei limiti di velocità e arrestato dopo un lungo inseguimento. Evans, che stava facendo una gara di velocità con un'altra automobile, viaggiava a 130 mph, circa 210 km/h, sulla Interstate 80, un'autostrada californiana sempre molto affollata. A causa di questo ha subito il ritiro della patente per 30 giorni e ha dovuto partecipare ad un programma di 80 ore di servizi per la Comunità. Per la sua condotta l'NBA ha deciso di punirlo con una giornata di squalifica.

## Palmarès
- McDonald's All-American Game (2008)
- MVP Rookie Challenge (2010)
- NBA Rookie of the Year (2010)
- NBA All-Rookie First Team (2010)